# Schefflera violea
Schefflera violea är en araliaväxtart som beskrevs av Chih Bei Shang. Schefflera violea ingår i släktet Schefflera och familjen araliaväxter.
Artens utbredningsområde är Vietnam. Inga underarter finns listade.